# ورنیتون (ویرجینیا غربی)
ورنیتون، ویرجینیا غربی (به انگلیسی: Varneytown, West Virginia) یک منطقهٔ مسکونی در ایالات متحده آمریکا است که در شهرستان کلی، ویرجینیای غربی واقع شده‌است.

## خصوصیات
ورنیتون ۲۴۶٫۸۹ متر بالاتر از سطح دریا واقع شده‌است.